# Nieczajna (gromada w powiecie obornickim)
Nieczajna – dawna gromada, czyli najmniejsza jednostka podziału terytorialnego Polskiej Rzeczypospolitej Ludowej w latach 1954–1972.
Gromady, z gromadzkimi radami narodowymi (GRN) jako organami władzy najniższego stopnia na wsi, funkcjonowały od reformy reorganizującej administrację wiejską przeprowadzonej jesienią 1954 do momentu ich zniesienia z dniem 1 stycznia 1973, tym samym wypierając organizację gminną w latach 1954–1972.
Gromadę Nieczajna z siedzibą GRN w Nieczajnej utworzono – jako jedną z 8759 gromad na obszarze Polski – w powiecie obornickim w woj. poznańskim, na mocy uchwały nr 31/54 WRN w Poznaniu z dnia 5 października 1954. W skład jednostki weszły obszary dotychczasowych gromad Górka, Kowalewko, Lulin, Nieczajna, Objezierze, Ślepuchowo i Żukowo ze zniesionej gminy Oborniki-Południe w tymże powiecie. Dla gromady ustalono 19 członków gromadzkiej rady narodowej.
Gromada przetrwała do końca 1972 roku, czyli do kolejnej reformy gminnej.